# 성 이슈트반 왕관령
성 이슈트반 왕관령(헝가리어: A Magyar Szent Korona Országai 어 머저르 센트 코로너 오르사거이[*]), 비공식적으로 트란스라이타니아(독일어: Transleithanien 트란스라이타니엔[*], 헝가리어: Lajtántúl 러이탄툴[*], 체코어: Zalitavsko 잘리타프스코[*], 슬로바키아어: Zalitavsko 잘리타프스코, 폴란드어: Zalitawia 잘리타비아[*], 크로아티아어: Translajtanija 트란슬라이타니야)는 오스트리아-헝가리의 영토 중에서 헝가리의 영토 부분을 가리키는 호칭이다.
1867년, 오스트리아-헝가리 타협에 따라 헝가리 왕국이 오스트리아-헝가리의 구성국이 되었으며 1868년, 크로아티아-헝가리 타협에 따라 크로아티아-슬라보니아 왕국, 피우메와 주변 지구가 센트이슈트반 왕관령의 구성원이 되었다. 1918년 제1차 세계 대전 이후에 오스트리아-헝가리 제국이 해체될 때까지 유지되었다. 수도는 부다페스트였으며 면적은 325,411km2(1890년 당시 기준), 인구는 17,349,398명(1890년 당시 기준)이다.

## 구성국
- 헝가리 왕국
- 크로아티아-슬라보니아 왕국
- 피우메와 주변 지구

## 같이 보기
- 시스라이타니아